# Johann Friedrich Wülfing

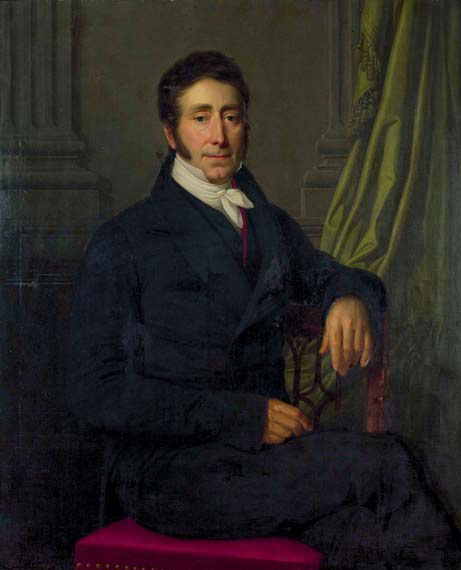
Johann Friedrich Wülfing, 1825 gemalt von Heinrich Christoph Kolbe

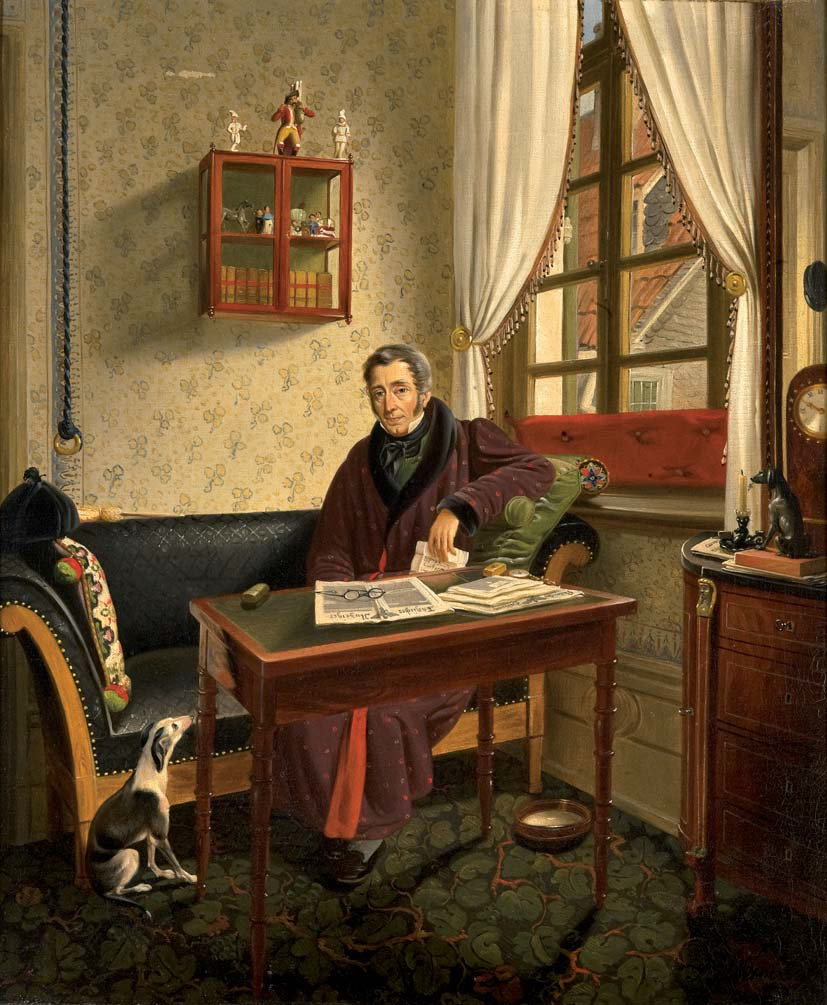
Johann Friedrich Wülfing, um 1841 gemalt von Peter Schwingen

Johann Friedrich Wülfing (* 23. April 1780 in Elberfeld (heute Wuppertal); † 1. September 1842 ebenda) war ein bergischer Kaufmann und Großgrundbesitzer.

## Leben
Johann Friedrich Wülfing stammte aus einer in Elberfeld, damals ein Zentrum der deutschen Textilindustrie, anerkannten und wohlhabenden Familie. Die Familie war ratsfähig und stellte zahlreiche Bürgermeister der Stadt. So waren der Vater Johann Jakob Wülfing, der Großonkel Johannes Wülfing (Politiker, 1683) und der Urgroßvater Johannes Wülfing Bürgermeister von Elberfeld. Zudem sollte sein Schwager Kommerzienrat Peter de Weerth und sein Schwiegervater Johann Wilhelm Siebel (Politiker, 1743) Bürgermeister der Stadt werden.
Johann Friedrich Wülfing war bereits in jungen Jahren als Kaufmann im Garn- und Tuchhandel und als Besitzer einer Türkischrot-Färberei sehr erfolgreich und anerkannt. 1803 heiratete er Johanna Maria Christina Siebel. Seine Frau und er führten ein gastfreies Haus. In ihrem Haus waren sowohl der König von Westphalen als auch König Friedrich Wilhelm IV. von Preußen zu Besuch.
Während der Zeit des Großherzogtums Berg war Johann Friedrich Wülfing Mitglied des Conseil General des Département Rhein. Zu dieser Zeit erwarb er umfangreichen Grundbesitz im Bergischen Land. Es sollen 99 Besitze und Höfe gewesen sein. Dazu zählten das Rittergut Volkardey bei Ratingen und in Leichlingen seit 1811 Schloss Eicherhof.
Seine Nachfahren heirateten entsprechend der Tradition des Elberfelder Bürgeradels ausschließlich innerhalb geschlossener Heiratskreise. Eine Tochter heiratete in die Besitzerfamilie des Bankhauses von der Heydt-Kersten & Söhne, eine andere in die des Seidentextilunternehmens J. P. Bemberg.
Johann Friedrich Wülfing wurde von Peter Schwingen porträtiert. Von dem auf zahlreichen Ausstellungen gezeigten Bild existieren mehrere Kopien, die sich in Privatbesitz befinden.